# Huties gegants
Les huties gegants són un grup extint de grans rosegadors coneguts a partir de fòssils i subfòssils a les Índies Occidentals. Es calcula que una espècie, Amblyrhiza inundata, va pesar entre 50 i 200 kg puix que els grans espècimens són tan grans com un ós negre americà. Això és molt més gros que la capibara, el rosegador més gros que viu avui, però encara molt més petit que Josephoartigasia monesi, el rosegador més gros conegut. Aquests animals podrien haver persistit en temps històrics i probablement els van utilitzar com a font d'aliment humans aborígens. Totes les huties gegants es troben en una sola família, Heptaxodontidae, que no conté cap espècie vivent; Tanmateix, aquest aplec sembla parafilètic i artificial.
Una de les espècies més petites, Quemisia, podria haver sobreviscut tan tard com l'època dels primers conquistadors.
Alguns dels seus parents més petits de la família Capromyidae, coneguts com a huties, sobreviuen a les illes del Carib.

## Taxonomia
- Família Heptaxodontidae
  - Subfamília Heptaxodontinae
    - Gènere Amblyrhiza
      - Amblyrhiza inundata d'Anguilla i St. Martin

    - Gènere Elasmodontomys
      - Elasmodontomys obliquus de Puerto Rico

    - Gènere Quemisia
      - Quemisia gravis de Hispaniola

    - Gènere Xaymaca
      - Xaymaca fulvopulvis de Jamaica

  - Subfamília Clidomyinae
    - Gènere Clidomys
      - Clidomys osborni de Jamaica